# Seznam leteckých společností Česka

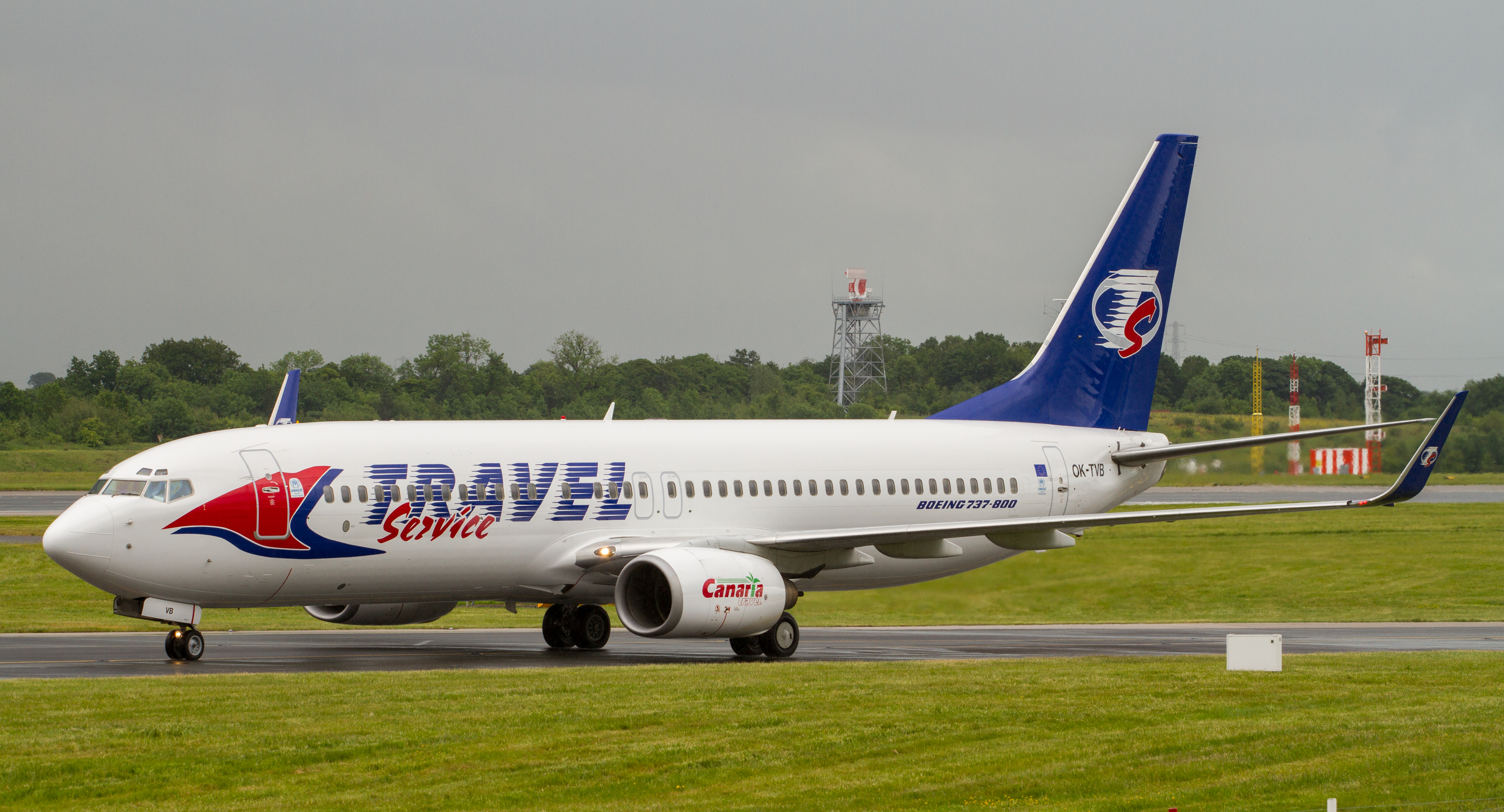
Boeing 737-800 české největší letecké společnosti Smartwings (dříve Travel Service)

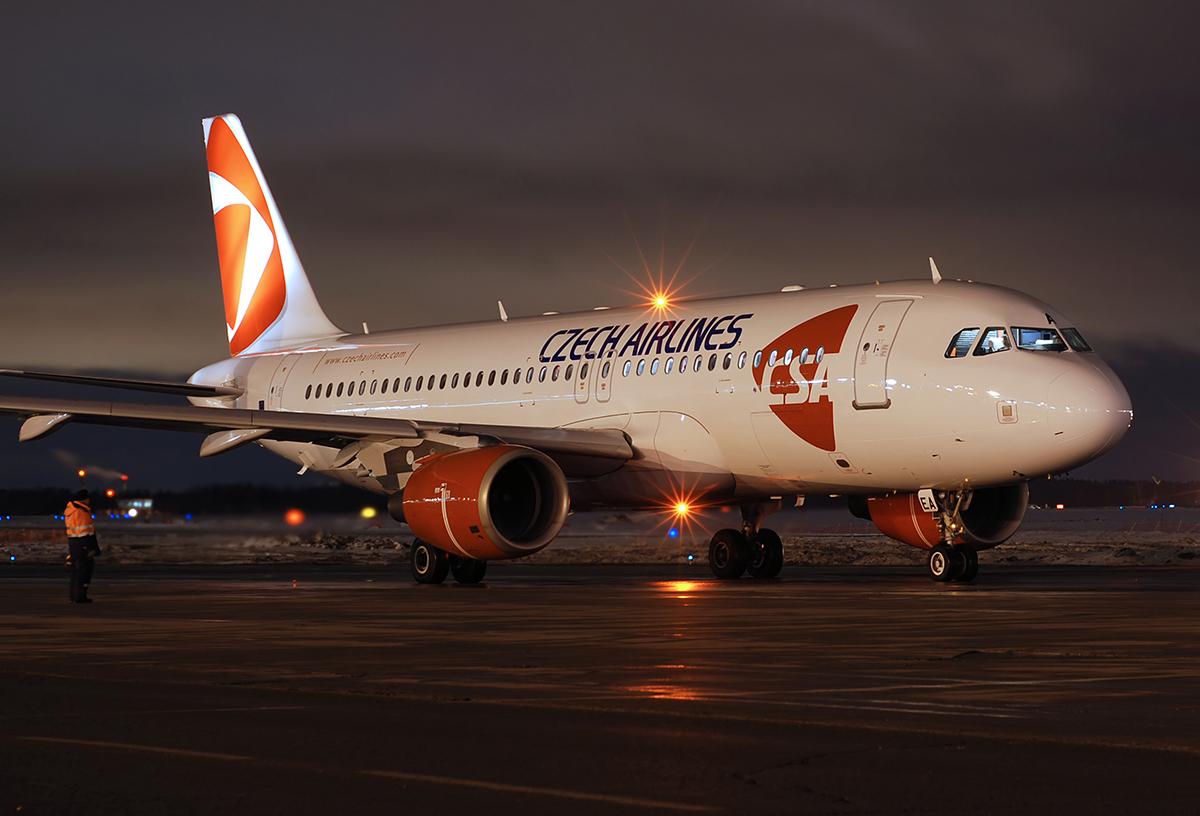
Airbus A320 byl národního českého dopravce České aerolinie (Letadla s polepem ČSA můžete ho vidět na linkách Praha- Paříž a zpět už pod kódem letu QS- Smartwings) <zánik-viz. článek Seznam zaniklých leteckých společností Česka>

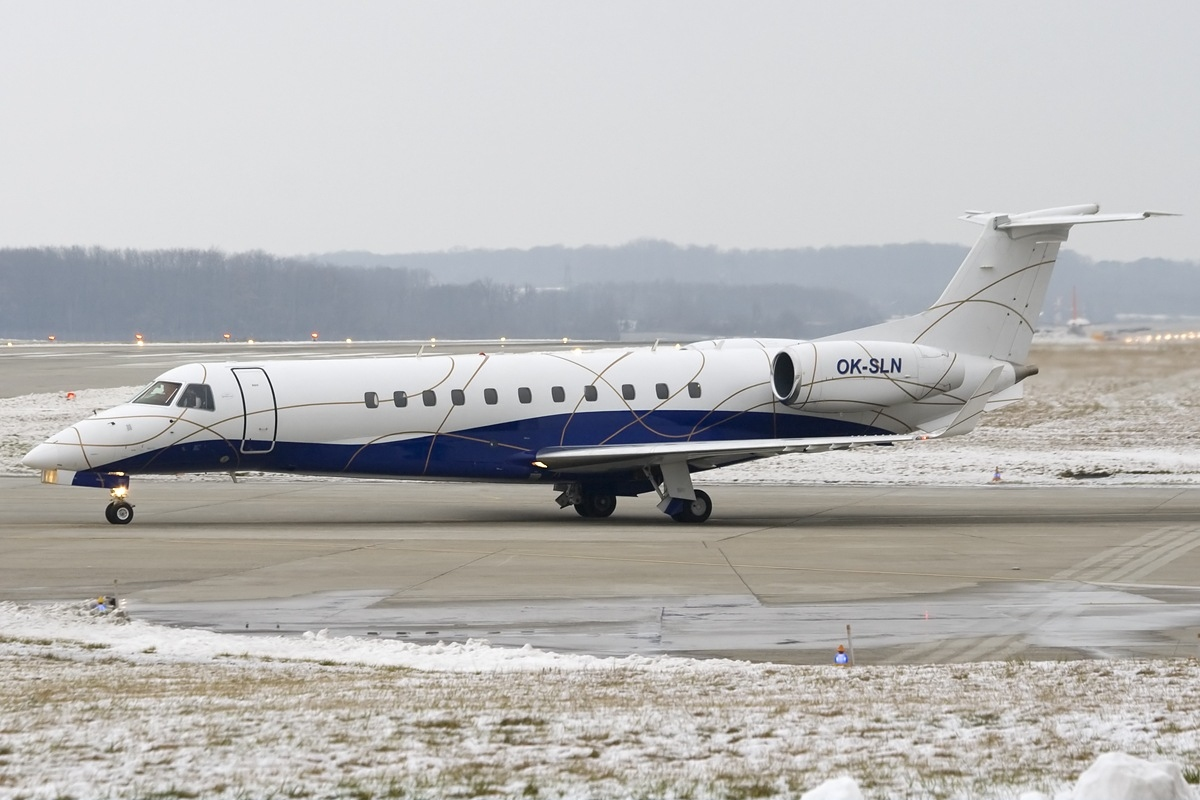
Embraer ERJ-135BJ Legacy největší české letecké společnosti provozující aerotaxi ABS Jets

Toto je seznam současných českých leteckých společností, aktualizován v říjnu 2024.
| Název                | IATA | ICAO | Callsign    | Založeno | Zaměření                         | Poznámky |
| -------------------- | ---- | ---- | ----------- | -------- | -------------------------------- | -------- |
| ABS Jets             |      | ABP  | BAIR        | 2004     | aerotaxi                         |          |
| Aerotaxi             |      | ITE  | AEROTAXI    |          | aerotaxi                         |          |
| Air Bohemia          |      | BOH  | BOHEMIA     |          | aerotaxi                         |          |
| Air Prague           |      | PRG  | AIR PRAGUE  |          | aerotaxi                         |          |
| Aeropartner          |      | DFC  | DARK BLUE   | 2001     | aerotaxi                         |          |
| Alpha Aviation       |      | AAO  | HERO        | 2011     | aerotaxi, private jet management |          |
| Airstream            |      | AQS  | AIRSTREAM   |          | aerotaxi                         |          |
| CTR Flight Services  |      |      |             | 2006     | aerotaxi                         |          |
| DSA                  |      |      |             | 1993     | záchranná služba                 |          |
| Eclair Aviation      |      | ECC  | ECLAIR      |          | aerotaxi                         |          |
| F-Air                |      |      |             |          | aerotaxi                         |          |
| G-Jet                |      | GSJ  | GROSSJET    | 2004     | aerotaxi                         |          |
| JetBee Czech         |      | JBC  | JETBEE      |          | aerotaxi                         |          |
| LR Airlines          |      | LRB  | LADY RACINE |          | aerotaxi                         |          |
| OK Business Aircraft |      | NTF  | NETFLIGHT   |          | aerotaxi                         |          |
| Queen Air            |      | QNR  | QUEEN AIR   |          | aerotaxi                         |          |
| Rosa Airlines        |      |      |             | 2020     | pravidelná doprava               |          |
| Silesia Air          |      | SUA  | AIR SILESIA | 2002     | aerotaxi                         |          |
| Silver Air           |      | SLD  | SILVERLINE  | 1995     | pravidelná doprava               |          |
| Van Air Europe       | 6Z   | VAA  | EUROVAN     | 2005     | pravidelná doprava               |          |
| Time Air             |      | TIE  | TIMEAIR     | 2001     | aerotaxi                         |          |
| Smartwings           | QS   | TVS  | SKYTRAVEL   | 1997     | pravidelná doprava               |          |
| UG Jet               |      | UGJ  | UNIJET      | 2020     | aerotaxi                         |          |